# Bo Carpelan
Bo Gustaf Bertelsson Carpelan (Helsinki, 25 ottobre 1926 – Espoo, 11 febbraio 2011) è stato un poeta e scrittore finlandese di lingua svedese.
Ha pubblicato la sua prima raccolta poetica nel 1946. Sì è laureato in filosofia nel 1956 e dottorato nel 1960. La sua produzione, oltre a numerosi testi di poesia, include anche romanzi e racconti; è l'unico autore ad essere stato insignito per due volte, nel 1993 e 2005, del Premio Finlandia (Finlandia-palkinto). 
Nel 2007 ha ricevuto il Premio europeo di letteratura (Prix Européen de Littérature).

## Opere tradotte in italiano
- Il libro di Benjamin (Benjamins bok, 1997), Iperborea 2003.